# Stade de Malacam
Het Stade de Malacam is een voetbalstadion in de Malagassische stad Antananarivo. Het stadion biedt plaats aan 10.000 toeschouwers, 3FB Toliara speelt haar thuiswedstrijden in dit stadion.